# Šišov
Šišov est un village de Slovaquie situé dans la région de Trenčín.

## Histoire
Première mention écrite du village en 1332.

## Démographie

### Évolution de la population
| Année:               | 1994. | 2004.   | 2014.   | 2024.   |
| -------------------- | ----- | ------- | ------- | ------- |
| Nombre de personnes: | 496   | 505     | 495     | 493     |
| Différence:          |       | +1,81 % | -1,98 % | -0,40 % |

| Année:               | 2023. | 2024.   |
| -------------------- | ----- | ------- |
| Nombre de personnes: | 478   | 493     |
| Différence:          |       | +3,13 % |